# Theorema egregium
Das Theorema egregium ist ein Satz aus der Differentialgeometrie, einem Teilgebiet der Mathematik. Er wurde von Carl Friedrich Gauß gefunden und lautet in knapper Formulierung:
Die gaußsche Krümmung einer Fläche {\displaystyle S\subset \mathbb {R} ^{3}} hängt nur von der inneren Geometrie von {\displaystyle S} ab.
Dabei ist die gaußsche Krümmung eine der wichtigsten Krümmungsgrößen in der klassischen Differentialgeometrie. Das Theorema egregium folgt aus der Formel von Brioschi.

## Geschichte
Während Gauß in den Jahren 1821 bis 1825 das Königreich Hannover vermessen hatte, vermutete er, dass sich die Krümmung der Erdoberfläche allein durch die Längen- und Winkelmessung bestimmen lässt. Tatsächlich brauchte Gauß noch einige Zeit, um diese Aussage zu beweisen. Auch war sein Beweis alles andere als unkompliziert und einfach. Aus diesem Grunde bezeichnete er den Satz als egregium Theorema (lateinisch für „hervorragend wichtiger Lehrsatz“).

## Anschauliche Erklärung und Anwendung auf die Erdkugel

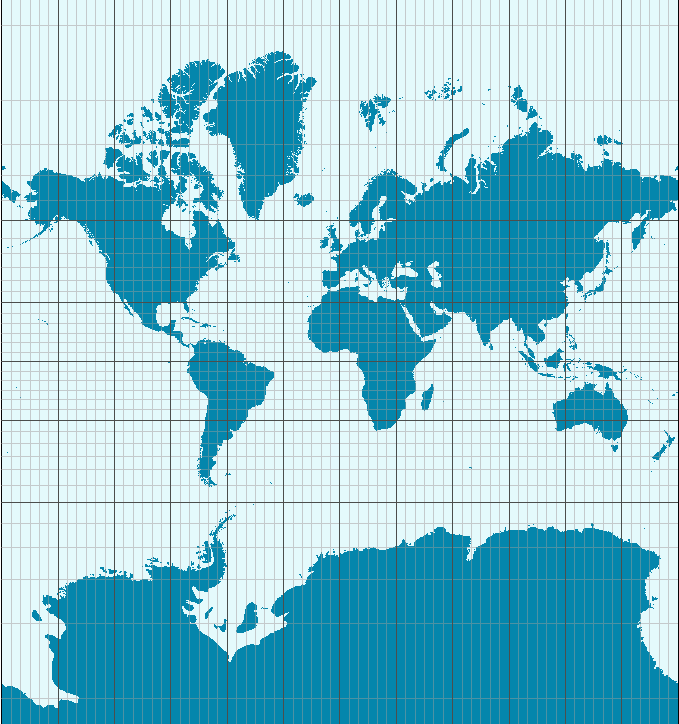
Die Mercator-Projektion ist eine winkeltreue Abbildung der Erdoberfläche. Nach dem Theorema egregium kann sie daher nicht zusätzlich längentreu sein. Tatsächlich ist Afrika in der Realität etwa vierzehnmal so groß wie Grönland, beide haben auf der Karte aber in etwa dieselbe Fläche.

Das Theorema egregium besagt anschaulich gesprochen, dass die gaußsche Krümmung einer Fläche von einem zweidimensionalen Wesen, das auf dieser Fläche lebt, durch Winkel- und Längenmessungen bestimmt werden kann. Das Erstaunliche daran ist, dass die gaußsche Krümmung nicht davon abhängt, wie die Fläche in den dreidimensionalen Raum eingebettet wird. Man kann also z. B. nur durch Messungen auf der Erdoberfläche feststellen, dass jene eine positive gaußsche Krümmung hat und daher nicht flach sein kann.
Eine wichtige Folgerung aus dem Theorema egregium ist, dass die gaußsche Krümmung unter lokalen Isometrien invariant ist (da solche die erste Fundamentalform – siehe unten – und damit nach dem Theorema egregium auch die gaußsche Krümmung nicht ändern). Das hat z. B. zur Konsequenz, dass es keine Karte der Erdoberfläche gibt, die sowohl längen- als auch winkeltreu ist. Denn die Existenz einer solchen Karte würde implizieren, dass sich die Kugeloberfläche isometrisch auf die Karte abbilden ließe; erstere hat aber positive gaußsche Krümmung, während letztere gaußsche Krümmung null hat.

## Einordnung in die moderne Differentialgeometrie
Die Differentialgeometrie hat durch Gauß wesentliche Impulse erfahren. Das führte dazu, dass später die von Gauß betrachtete Krümmung auch gaußsche Krümmung genannt wurde. Außerdem kann man sich überlegen, dass die Längen- und Winkelmessung auf einer Fläche durch die Koeffizienten der ersten Fundamentalform ebendieser induziert wird. In der Sprache der Differentialgeometrie lautet die Aussage des Theorema egregium:
Die gaußsche Krümmung hängt lediglich von den Koeffizienten der Matrix der ersten Fundamentalform und deren ersten und zweiten Ableitungen ab.
In diesem Sinne ist die gaußsche Krümmung eine Größe der inneren Geometrie, also der Geometrie, die nur von der ersten Fundamentalform induziert wird. Weitere Größen der inneren Geometrie sind die Längenmessung einer Kurve der Fläche, der Flächeninhalt und auch die geodätische Krümmung einer Kurve.

## Herleitung
Gauß selbst hat diesen Satz, wie bereits erwähnt, erst nach einer langwierigen Rechnung ermitteln können. Später konnte man diese Rechnungen wesentlich vereinfachen. Beispielsweise gilt die Formel von Brioschi:
{\displaystyle K={\frac {1}{(EG-F^{2})^{2}}}\left({\begin{vmatrix}-{\frac {1}{2}}E_{vv}+F_{uv}-{\frac {1}{2}}G_{uu}&{\frac {1}{2}}E_{u}&F_{u}-{\frac {1}{2}}E_{v}\\F_{v}-{\frac {1}{2}}G_{u}&E&F\\{\frac {1}{2}}G_{v}&F&G\end{vmatrix}}-{\begin{vmatrix}0&{\frac {1}{2}}E_{v}&{\frac {1}{2}}G_{u}\\{\frac {1}{2}}E_{v}&E&F\\{\frac {1}{2}}G_{u}&F&G\end{vmatrix}}\right)}
Dabei sind {\displaystyle E}, {\displaystyle F} und {\displaystyle G} die Koeffizienten der ersten Fundamentalform bezüglich einer Parametrisierung {\displaystyle (u,v)\mapsto \varphi (u,v)}. Die Bezeichnungen {\displaystyle E_{u}}, {\displaystyle F_{uv}} usw. stehen für ersten und zweiten partiellen Ableitungen nach den Parametern {\displaystyle u} und {\displaystyle v}, mit denen die gegebene Fläche parametrisiert wird. Diese Formel wird bewiesen durch Anwendung der Definition der gaußschen Krümmung, der Multiplikationsformel für Determinanten und einer raffinierten Darstellung der höheren Ableitungen des Ortsvektors der Fläche durch Koeffizienten der ersten Fundamentalform.
Das Theorema egregium folgt daraus als Korollar.